# Milan Ivkošić
Milan Ivkošić (Zmijavci, 23. srpnja 1947. – Zagreb, 27. srpnja 2025.) bio je hrvatski novinar, pisao je kolumne za Večernji list.

## Životopis
Milan Ivkošić rođen je u katoličkoj obitelji u mjestu Zmijavci kod Imotskog 23. srpnja 1947. godine. Započeo je svoju karijeru novinara u omladinskom listu Tlo.
Radio je kao pisac i urednik, a 1981. godine postaje kolumnist u časopisu Start. Puno puta nastupio je na televiziji i radiju kao povremeni i redoviti komentator u emisijama (HRT, Nova TV). Bio je urednik Večernjeg lista, gdje je pisao kolumne. Ivkošić bio je konzervativni novinar, pisao je uglavnom o političkim temama.
Odlikovan je Redom Danice hrvatske s likom Antuna Radića (1995.).
Umro je 27. srpnja 2025. godine.

## Kritike
Andrija Tunjić za Vijenac napisao je:
»Novinar Milan Ivkošić u sadašnjem hrvatskom novinarstvu jedan je od rijetkih novinara, možda i jedini, koji o hrvatskoj stvarnosti piše i govori bez ustručavanja i dodvoravanja. Oštra pera, mnogima, a osobito vlasti, stalno je smetnja da dokraja i bez straha provedu što naume.«

## Djela
- Rodoljubna zanovijetanja, vlastita naklada, Zagreb, 1992.
- Nova rodoljubna zanovijetanja, vlastita naklada, Zagreb, 1994.
- Opet ti Hercegovci, Biblioteka Grad, knj. 3, Gral - Gral Široki, Široki Brijeg - Zagreb, 2006. (suautor Zdenko Ćosić)[4]
- Podanici s Griča i Pantovčaka: kolumne 2000. – 2013., Večernji list, Zagreb, 2013.

## Ostalo
- "Libar Miljenka Smoje oli ča je život vengo fantažija" kao sudionik dokumentarnog serijala (2012.)